# 趙式芝
趙式芝（洋名：Gigi Chao，1979年6月23日—），生於英屬香港，籍貫江蘇省常州市，趙從衍家族後人，趙從衍孫女，趙世曾長女。
2012年，趙式芝成為香港史上第一位自爆同性婚姻的公眾人物，幾天後趙世曾懸賞五億（及後增至十億）港幣豪招異性戀女婿，成為轟動國際的熱門話題。英國男星薩莎·拜倫·科恩取材趙式芝經歷，計畫籌拍一部音樂片：女同性戀（The Lesbian）。

## 簡歷
趙式芝是趙世曾人生的第一個孩子。趙世曾是當時世界級香港輪船之王趙從衍三子，且一生擁有超過10000個女友，但一生未婚，卻有3名子女分別有3位不同女友所生。1979年，41歲的趙世曾的30歲的女友、當紅歌星姚煒意外懷孕並生下趙式芝，但趙式芝滿月後即分手，撫養权归姚炜。
趙式芝畢業於香港瑪利曼中學和英国曼彻斯特大学建筑系，2009年獲取直升機駕駛執照。現職卓能集團執行董事、副主席。
2008年，趙式芝成立相信愛基金（Faith in Love Fondation）（页面存档备份，存于），為香港註冊慈善組織，致力於扶貧、鼓勵人們參與志願服務以及推廣以藝術作為連繫和表達的媒介。

## LGBT权益
2012年4月4日， 趙式芝跟相戀7年的同性戀伴侣於法國舉行同性戀婚礼祝福。但9月时突然成为香港史上第一对公开自爆同性婚姻的公众名人， 轰动全港。赵世曾起初不仅完全无法接受， 更抛出5亿港币(后增至10亿)当嫁妆、全球海选招聘异性恋女婿， 成为轰动国际的热门话题。不过后来赵世曾态度明显软化， 渐渐宽容。2018年，她們分手，結束13年的關係。
2012年，趙式芝撰寫了一份標題為「Marriage Equality in Hong Kong（香港的婚姻平權）」研究報告，探討如何在現有的政府架構和法律系統之下，推行策略性的婚姻平權倡議活動。
2017年，趙式芝成為聯合國開發計劃署（页面存档备份，存于）的「Being LGBTI in Asia（页面存档备份，存于）」的代表。該項目旨在協助處理基於個人的性傾向、性別認同或雙性狀態的不平等、暴力和歧視問題，及促進保健和社會服務的支援。 
2018年趙式芝和邱銘諾共同成立婚姻平權協會（页面存档备份，存于），致力於促進同性伴侶的公平待遇，消除對同性伴侶的歧視，促進社會多元及推動與香港性／別小眾平權相關的法律。婚姻平權協會及其他四個機構（粉紅同盟、香港同志律師協會、香港銀行界同志友善聯盟和社商賢匯）發起「愛．平等」活動，旨在團結香港商界支持婚姻平權的力量。
2019年趙式芝成為OutRight Action International（页面存档备份，存于）（前稱國際男女同性戀人權委員會IGLHRC）的中國代表兼董事會成員。
2020年9月，趙式芝所成立的相信愛基金推出手機app 「Voice Out!」，志在反歧視，幫助社會上的所有小眾，特別是缺乏法律保障的性／別小眾社群。

## 著作
- 2013年11月19日出版著作《相信愛》，初版印刷3,000本，全部收益將捐助相信愛基金（Faith In Love Foundation）[17]

- 2014年6月出版自传回忆录《在路上遇见你，更相信爱》[18]

## 頭銜
- 2012年 - 香港航空青年团專業上尉
- 2014年 - 香港飛行總會主席